# فرانک فرولینگ
فرانک فرولینگ (انگلیسی: Frank Froehling؛ زادهٔ ۱۹ مهٔ ۱۹۴۲ - درگذشته ۲۳ ژانویهٔ ۲۰۲۰) یک تنیس‌باز اهل ایالات متحده آمریکا بود.